# Gunung Gare
Gunung Gare is een bestuurslaag in het regentschap Ogan Komering Ulu Selatan van de provincie Zuid-Sumatra, Indonesië. Gunung Gare telt 1322 inwoners (volkstelling 2010).